# Donauturm

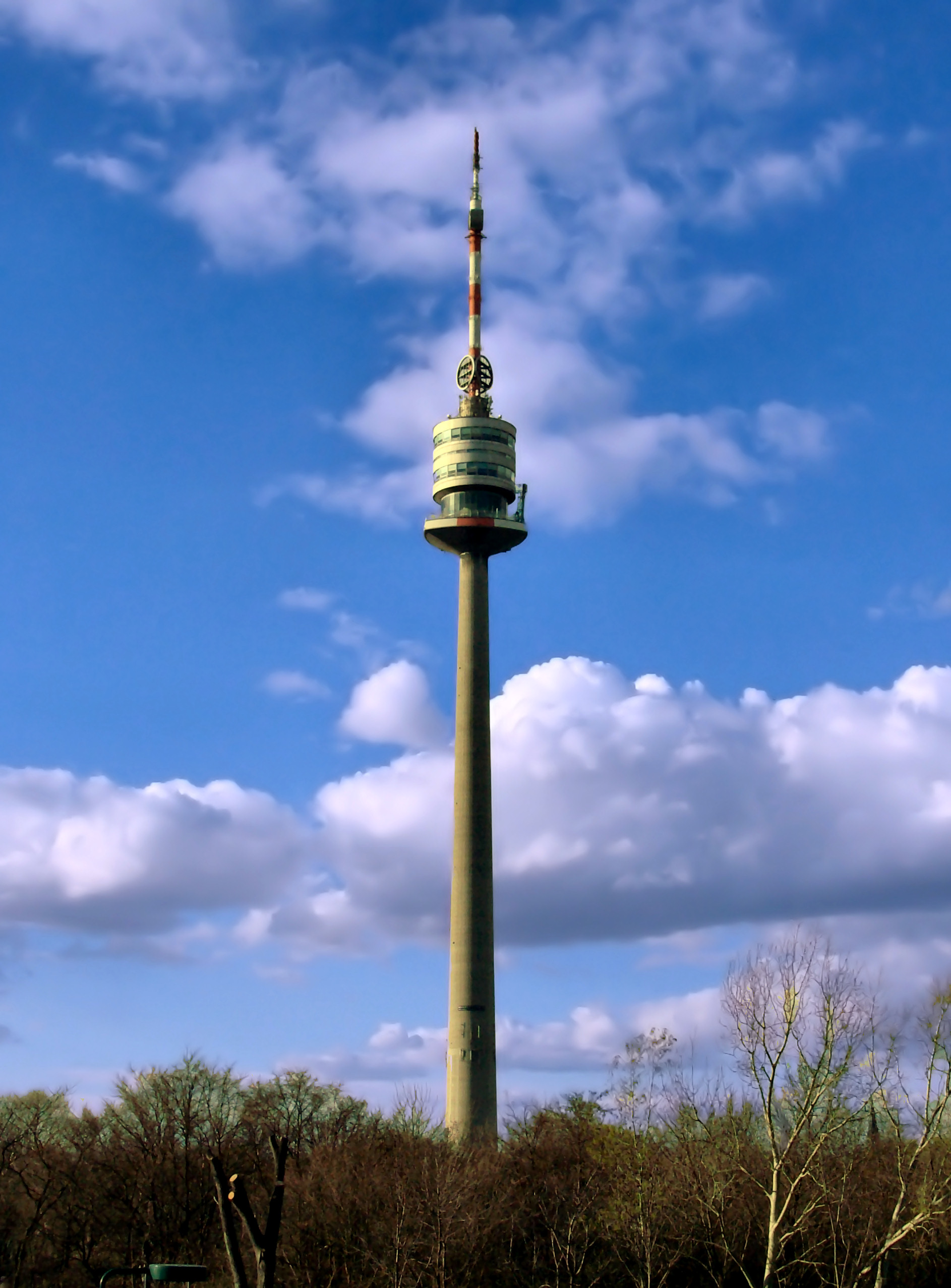
Torre do Danúbio

Donauturm (em português: Torre do Danúbio) é uma torre construída em 1964 na cidade de Viena, Áustria. Tem 252 metros (827 pés) de altura, e, até julho de 2019, é a 65.ª torre de estrutura independente mais alta do mundo.